# Zacharovo
Zacharovo (in russo Захарово?) è un villaggio della Russia europea centrale, situato nell'oblast' di Rjazan'; è il centro amministrativo del distretto Zacharovskij.
Si trova 37 km a sud-ovest di Rjazan'.